# Lee Lozano
Lee Lozano, född som Lenore Knaster 5 november 1930 i Newark, New Jersey, död 2 oktober 1999 i Dallas, Texas, var en amerikansk konstnär, verksam i New York under 1960-talet och det tidiga 1970-talet. Hon inspirerades av popkonst, och i hennes verk förekommer lösryckta kroppsdelar, könsorgan och verktyg, ofta åtföljt av en reklamliknande slogan.
Lozano studerade konst på The Art Institute of Chicago mellan 1956 och 1960. 1961 flyttade hon till New York, där hon umgicks med konstnärer som Hollis Frampton och Carl Andre. I början av 1970-talet drog hon sig tillbaka från konstscenen, och 1982 flyttade hon hem till sina föräldrar i Dallas, där hon 1999 avled av cancer. Lozano finns representerad vid Moderna museet.